# Hypersténurie
L'hypersthénurie est une affection dans laquelle l'osmolalité de l'urine est élevée. 
Elle peut être associée au diabète sucré et est déterminée par une densité d'urine supérieure à 1,010. 

## Voir également
- Isosthénurie